# 石玥
石玥（1999年4月17日—），中国女子击剑运动员，2018年亚洲运动会女子花剑团体银牌得主、2022年亚洲击剑锦标赛女子花剑个人金牌得主和女子花剑团体银牌得主、2023年亚洲击剑锦标赛女子花剑个人铜牌得主。